# Mähnenspringer

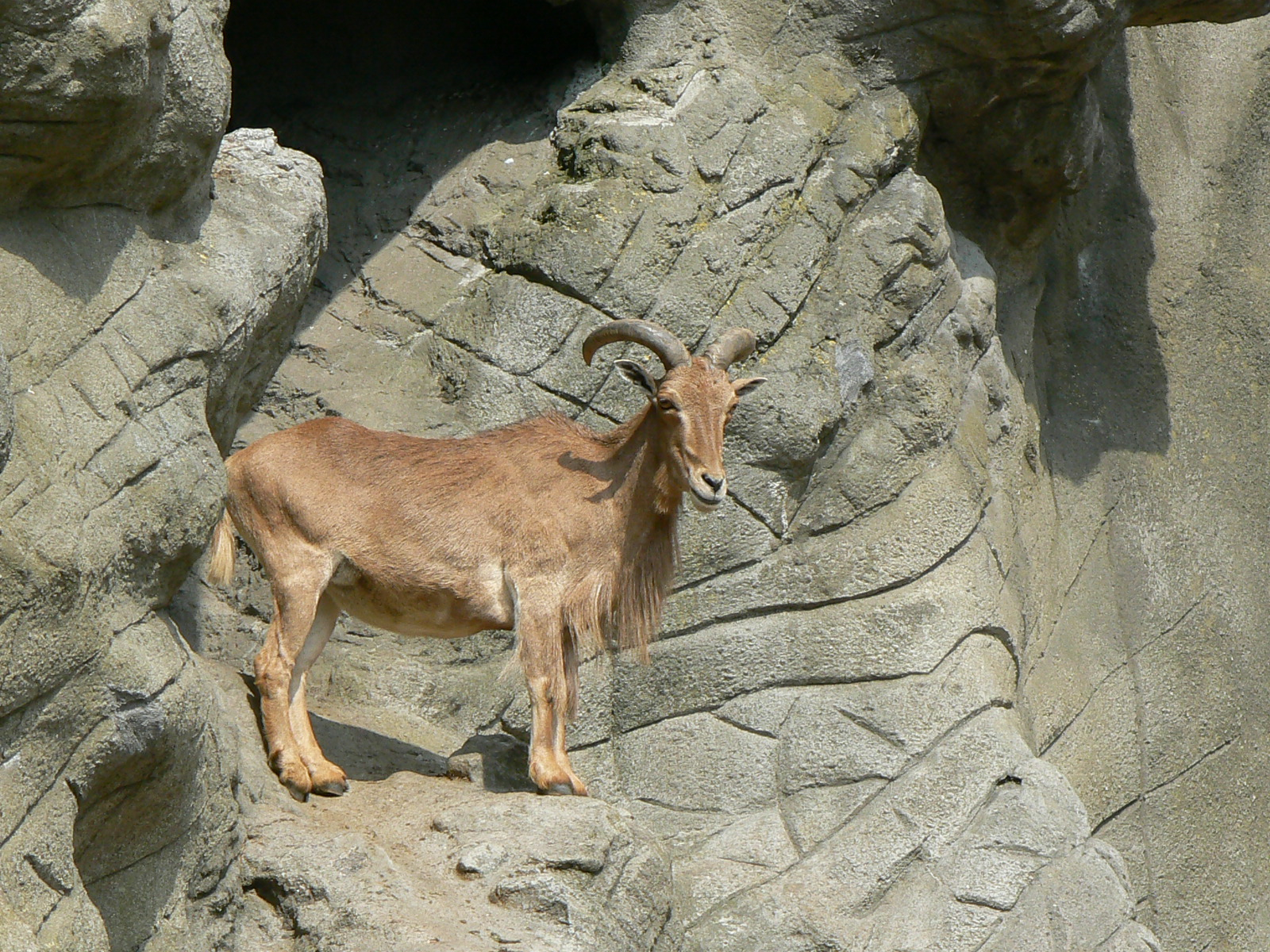
Mähnenspringer ♀ im Tierpark Hagenbeck

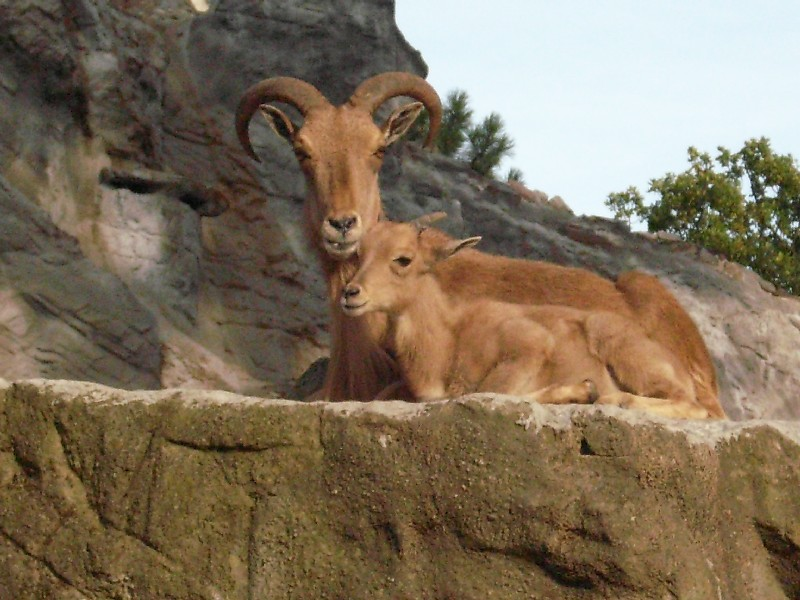
Ruhende Tiere (wahrscheinlich Weibchen mit Jungtier) im Tierpark Hagenbeck

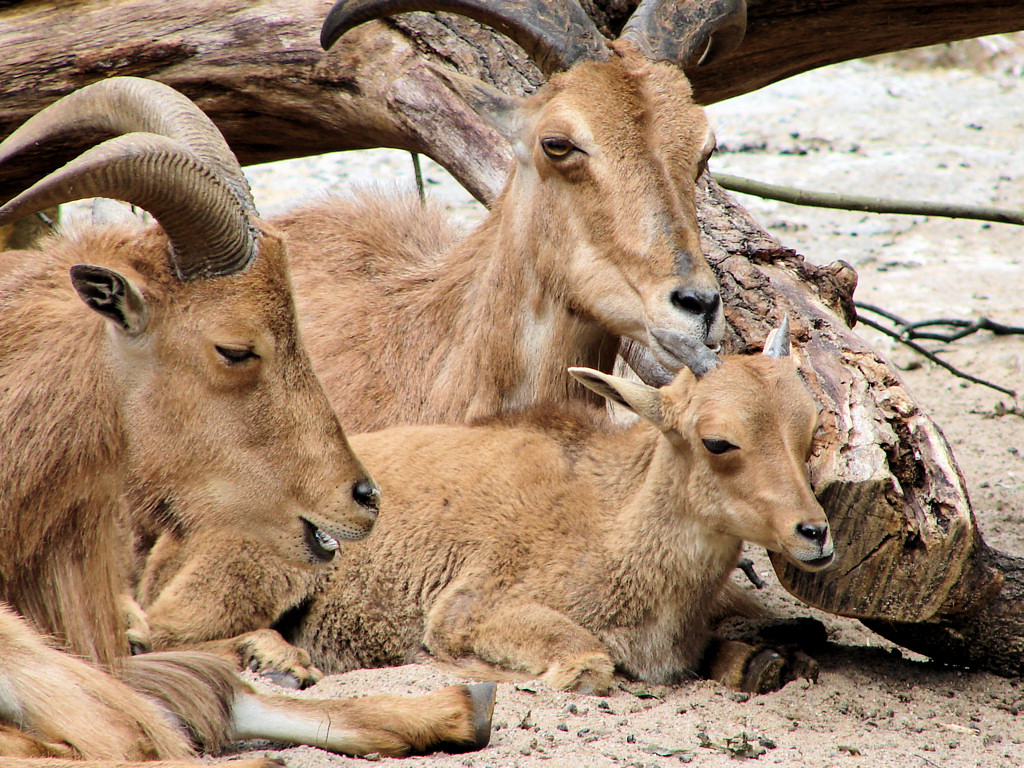
Weibliche Tiere und Jungtier im Zoologischen Garten Berlin

Der Mähnenspringer (Ammotragus lervia), auch als Mähnenschaf, Berberschaf oder Aoudad bekannt, ist eine im nördlichen Afrika beheimatete Säugetierart der Ziegenartigen (Caprini).

## Merkmale
Gestaltlich steht der Mähnenspringer zwischen Schafen und Ziegen. Er erreicht eine Kopfrumpflänge von 1,3 bis 1,7 Metern, eine Schwanzlänge von 15 bis 25 Zentimetern und eine Schulterhöhe von 75 bis 110 Zentimetern. Männchen wiegen 100 bis 145 Kilogramm und sind somit deutlich schwerer als Weibchen, die 40 bis 55 Kilogramm auf die Waage bringen. Das Fell ist beigebraun bis rötlichbraun gefärbt, das Kinn, ein Streifen am Bauch und die Innenseite der Beine sind weißlich. Namensgebendes Merkmal sind die langen Haare an der Kehle, die sich auf die Brust und manschettenartig um die Vorderbeine herum erstrecken und manchmal bis auf den Boden reichen. Bei den Männchen sind die Kehlhaare deutlicher ausgeprägt, außerdem wirken Kopf und Körperbau massiger. Beide Geschlechter tragen Hörner, die der Männchen werden jedoch etwas größer. Sie krümmen sich halbkreisförmig über dem Rücken und können bis zu 85 Zentimeter lang werden.

## Verbreitung und Lebensraum

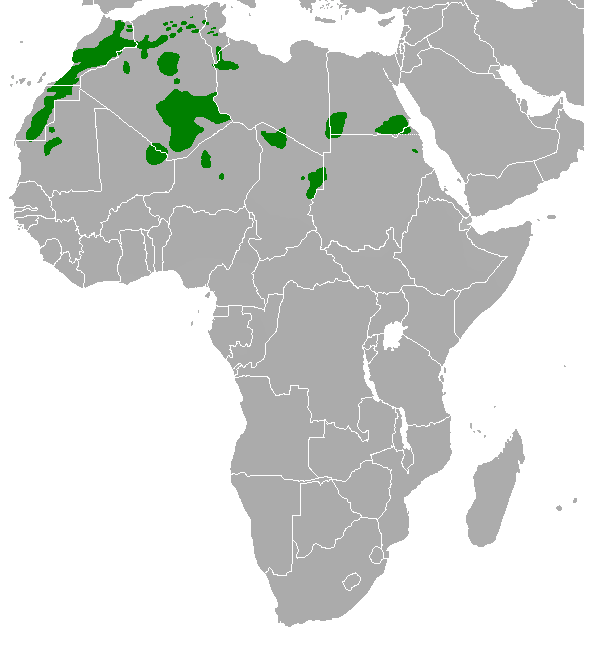
Verbreitungsgebiet des Mähnenspringers

Mähnenspringer leben im nördlichen Afrika. Ihr Verbreitungsgebiet reicht von Marokko und der Westsahara bis Ägypten und in den Sudan. Ihr Lebensraum sind Wüsten und Halbwüsten (etwa die Sahara), wo sie vorwiegend felsige, trockene Regionen bewohnen.

## Lebensweise und Ernährung
Mähnenspringer sind ausgezeichnete Kletterer und, wie viele wüstenbewohnende Tiere, vorwiegend dämmerungs- oder nachtaktiv. Da es in ihrem Lebensraum keinen pflanzlichen Sichtschutz gibt, bleiben sie bei Gefahr reglos stehen.
Sie leben in kleinen Gruppen. Diese bestehen aus Weibchen mit ihren Jungen, die von einem einzelnen Bock geführt werden. Der erkämpft sich das Recht zum Führen der Herde gegen Konkurrenten, die sich zu einem Duell stellen müssen, bei dem die Tiere mit den Hörnern aufeinander prallen.
Mähnenspringer ernähren sich von Gräsern und Blättern der Wüstenpflanzen. Sie können wochenlang ohne Wasser auskommen und decken ihren Flüssigkeitsbedarf dann nur durch Tau und die pflanzeneigenen Säfte. Wenn sie allerdings Wasserstellen finden, trinken sie ausgiebig und baden sogar, wenn dies möglich ist.

## Fortpflanzung
Die Paarung kann das ganze Jahr über erfolgen, fällt aber meist in die Monate September bis November. Nach einer rund 160-tägigen Tragzeit kommen zwischen März und Mai ein oder oft zwei Jungtiere zur Welt, selten auch Drillinge. Jungtiere sind Nestflüchter und können bald nach der Geburt klettern. Nach drei bis vier Monaten werden sie entwöhnt, die Geschlechtsreife tritt mit rund 18 Monaten ein. In menschlicher Obhut können sie 20 Jahre alt werden.

## Mähnenspringer und Menschen
In der Sahara werden Mähnenspringer von jeher von den Einheimischen (z. B. den Tuareg) gejagt, da sie wichtige Lieferanten von Fleisch, Fellen, Leder und Sehnen sind. Durch die veränderten Jagdmethoden mit Schusswaffen sind die Bestandszahlen in den letzten Jahrzehnten drastisch zurückgegangen, weshalb die Art von der IUCN als „gefährdet“ (vulnerable) geführt wird. Die ägyptische Unterart A. l. ornata, die bereits als ausgestorben galt, wurde Ende des 20. Jahrhunderts wiederentdeckt.
Mähnenspringer wurden im frühen 20. Jahrhundert in Kalifornien, New Mexico und Texas eingeführt. Dort sind sie inzwischen heimisch geworden und zählen mehrere tausend Tiere. Naturschützer befürchten, dass sie sich weiter ausbreiten und den in Nordamerika heimischen Dickhornschafen Konkurrenz machen könnten. Auch in der spanischen Sierra Espuña (Murcia) und auf La Palma leben eingeführte Populationen von Mähnenspringern.

## Systematik und Benennung
Die engere Verwandtschaft des Mähnenspringers war lange Zeit ungeklärt, genetischen Studien zufolge bestehen nähere Beziehungen zum Arabischen Tahr (Arabitragus jayakari). Er lässt sich mit einer Hausziege kreuzen, hat aber sowohl ziegen- als auch schafsartige Merkmale. Es besteht unter Zoologen momentan ein breiter Konsens, ihn einer eigenen Gattung Ammotragus zuzuordnen.
Der Name Ammotragus kommt aus dem Griechischen und bedeutet wörtlich „Sandziege“. Die Bezeichnung „Mähnenspringer“ wurde von Bernhard Grzimek eingeführt, der den zuvor gebräuchlichen Namen „Mähnenschaf“ für unpassend hielt; inzwischen hat sich die Bezeichnung im deutschsprachigen Bereich allgemein durchgesetzt, anders als manche wieder verschwundene Benennung wie „Mähnenziege“ oder „Afrikanischer Tur“. Der vor allem im englischen Sprachraum gebräuchliche Name „Aoudad“ kommt aus einer Berbersprache.
Teilweise werden bis zu sechs Unterarten unterschieden:
- A. l. angusi; in Niger
- A. l. blainei; im Sudan, möglicherweise auch im nordöstlichen Tschad
- A. l. fassini; südliches Tunesien und Libyen
- A. l. lervia; im nördlichen Marokko, Algerien und Tunesien
- A. l. ornata; in Ägypten
- A. l. sahariensis; in Mauretanien, südliches Marokko, Mali, südliches Algerien, südwestliches Libyen und nordwestliches Tschad.

Die Abtrennung der einzelnen Unterarten voneinander ist aber nicht eindeutig und bedarf einer Validierung. Molekulargenetische Untersuchungen ermöglichen die Aufteilung in zwei Kladen: eine umfasst die Populationen am Mittelmeer (Marokko, nördliches Algerien und Tunesien), die andere jene der Sahara (Ägypten, südöstliches Algerien und Niger). Eine Kontaktzone besteht im westlichen Algerien. Die Aufspaltung der beiden Gruppen erfolgte im Verlauf des Unteren Pleistozäns vor 1,3 Millionen Jahren, was weiter zurückliegt als der Split zwischen einzelnen nahe verwandten Arten anderer Ziegenartiger. Die Analysen legen nahe, dass der Mähnenspringer zwei eigenständige evolutive Linien einschließt, die wahrscheinlich eigenständige taxonomische Einheiten repräsentieren.